# Vuelta al Táchira 1995
La 30ª edición de la Vuelta al Táchira se disputó desde el 13 hasta el 22 de enero de 1995.
Perteneció al calendario de la Federación Venezolana de Ciclismo. El recorrido contó con 10 etapas y 1359 km, transitando por el departamento Norte de Santander y el estado Táchira.
El ganador fue el venezolano Carlos Maya del equipo Lotería del Táchira, quien fue escoltado en el podio por Rónald Bermúdez y Omar Pumar.
Las clasificaciones por equipos la ganó Lotería del Táchira.

## Equipos participantes
Participaron varios equipos conformados por entre 6 y 8 corredores, con equipos de Venezuela, Cuba y Colombia.
| - Lotería del Táchira - Club Cadafe - Gobernación de Trujillo - Gobernación de Táchira | - Selle Italia - Café de Colombia |

## Etapas
| Etapa | Fecha       | Recorrido                                | Km  | Ganador             | Lider       |
| 1ª    | 13 de enero | Circuito en Cúcuta - Ureña - San Antonio | 137 | Carlos Maya         | Carlos Maya |
| 2ª    | 14 de enero | Santa Ana - Abejales - El Piñal          | 169 | Luis Barroso        | Carlos Maya |
| 3ª    | 15 de enero | Circuito en San Cristóbal                | 170 | Robinson Merchán    | Carlos Maya |
| 4ª A  | 16 de enero | Palmira - Peribeca - Palmira             | 60  | Alessandro Petacchi | Carlos Maya |
| 4ª B  | 16 de enero | Circuito en San Cristóbal - Cordero      | 71  | Luis Enrique Pinzón | Carlos Maya |
| 5ª    | 17 de enero | La Fría - La Fría                        | 128 | Raul Saavedra       | Carlos Maya |
| 6ª    | 18 de enero | Umuquena - Lobatera                      | 157 | Alessandro Petacchi | Carlos Maya |
| 7ª A  | 19 de enero | Circuito en Rubio                        | 60  | Libardo Henríquez   | Carlos Maya |
| 7ª B  | 19 de enero | CRI San Cristóbal - Táriba               | 24  | Carlos Maya         | Carlos Maya |
| 8ª    | 20 de enero | San Cristóbal - Siberia                  | 157 | Eliécer Váldez      | Carlos Maya |
| 9ª    | 21 de enero | San Agatón - Cerro El Cristo             | 169 | Rónald Bermúdez     | Carlos Maya |
| 10.ª  | 22 de enero | Táriba - Rubio - San Cristóbal           | 111 | Rónald Bermúdez     | Carlos Maya |

## Clasificaciones

### Clasificación general
| Posición | Ciclista        | Equipo              | Tiempo |
|          | Carlos Maya     | Lotería del Táchira |        |
| 2º       | Rónald Bermúdez | Club Cadafe         |        |
| 3º       | Omar Pumar      | Club Cadafe         |        |
| 4º       | Bandera de ?    | Bandera de ?        |        |
| 5º       | Bandera de ?    | Bandera de ?        |        |
| 6º       | Bandera de ?    | Bandera de ?        |        |
| 7º       | Bandera de ?    | Bandera de ?        |        |
| 8º       | Bandera de ?    | Bandera de ?        |        |
| 9º       | Bandera de ?    | Bandera de ?        |        |
| 10º      | Bandera de ?    | Bandera de ?        |        |

### Clasificación por puntos
| Posición | Ciclista     | Equipo       | Puntos |
|          | Bandera de ? | Bandera de ? |        |
| 2°       | Bandera de ? | Bandera de ? |        |
| 3°       | Bandera de ? | Bandera de ? |        |

### Clasificación de la montaña
| Posición | Ciclista     | Equipo       | Puntos |
|          | Bandera de ? | Bandera de ? |        |
| 2°       | Bandera de ? | Bandera de ? |        |
| 3°       | Bandera de ? | Bandera de ? |        |

### Clasificación de los sprints
| Posición | Ciclista     | Equipo       | Puntos |
|          | Bandera de ? | Bandera de ? |        |
| 2°       | Bandera de ? | Bandera de ? |        |
| 3°       | Bandera de ? | Bandera de ? |        |

### Clasificación sub-23
| Posición | Ciclista     | Equipo       | Tiempo |
|          | Bandera de ? | Bandera de ? |        |
| 2°       | Bandera de ? | Bandera de ? |        |
| 3°       | Bandera de ? | Bandera de ? |        |

### Clasificación por equipos
| Posición | Equipo              | Tiempo |
|          | Lotería del Táchira |        |
| 2°       | Bandera de ?        |        |
| 3°       | Bandera de ?        |        |